# Beth Orton
Elizabeth Caroline Orton, (vagy Beth Orton) (1970. december 14. –) angol énekesnő-dalszerző.
Zenéjében népi és elektronikus elemeket vegyít. A The Chemical Brothers zenekar fedezte fel az 1990-es évek végén, akikkel együtt dolgozott. Első szólóalbumát, a Superpinkymandy-t 1993-ban adta ki. Ennek nem lett különösebb sikere. Második szólóalbuma aTrailer Park volt, ami kedvező kritikát kapott 1996-ban. A Central Reservation (1999) és a 2001 Daybreaker (UK top 10) című albumok után kialakult a rajongótábora.
2006-os Comfort of Strangers című albumával inkább a népzene felé mozdult.
Zenéje szerepelt több amerikai TV-filmben, többek között a Felicity, How to Deal és a Vanilla Sky-ban ennek köszönhetően 10 éves angliai sikerei után Amerikában is ismertté vált.

## Lemezek

### Nagylemezek
- SuperPinkyMandy (Japan only - 1993)
- Trailer Park (1996) - UK#68
- Central Reservation (1999) - U.S.#110, UK#17
- Daybreaker (2002) - U.S.#40, UK#8
- The Other Side of Daybreak (2003)
- Pass In Time: The Definitive Collection (2003)
- Comfort of Strangers (2006) - U.S.#93, CAN#89, UK#24

### EP-k
- Best Bit EP (1997) #36 UK
- Concrete Sky EP (2002)

### Kislemezek
- "Don't Wanna Know 'Bout Evil" (as Spill) (1992)
- "I Wish I Never Saw The Sunshine" (1997)
- "She Cries Your Name" (1996) #76 UK
- "Touch Me With Your Love" (1996) #60 UK
- "Someone's Daughter" (1997) #49 UK
- "She Cries Your Name" (1997) #40 UK
- "Stolen Car" (1999) #34 UK
- "Central Reservation" (1999) #37 UK
- "Anywhere" (2002) #55 UK
- "Thinking About Tomorrow" (2003) #57 UK
- "Conceived" (2005 - Digital download, 2006) #44 UK
- "Shopping Trolley" (2006) #87 UK